# Rhizogeton fusiformis
Rhizogeton fusiformis is een hydroïdpoliep uit de familie Oceaniidae. De poliep komt uit het geslacht Rhizogeton. Rhizogeton fusiformis werd in 1862 voor het eerst wetenschappelijk beschreven door L. Agassiz. 